# Caiazzo
Caiazzo község (comune) Olaszország Campania régiójában, Caserta megyében.

## Fekvése
A megye keleti részén fekszik,  a Volturno folyó jobb partján, Capua városától 20 km-re északkeleti irányban. Határai: Alvignano, Castel Campagnano, Castel di Sasso, Castel Morrone, Liberi, Limatola, Piana di Monte Verna és Ruviano.

## Története
Alapításának körülményei nem ismertek, valószínűleg az oszkoknak tudható be. I. e. 431-ben a szamniszok hódították meg és több, mint egy évszázadon keresztül egyik legjelentősebb kereskedelmi központjuk volt. A szamniszi háborúk után a Róma fennhatósága alá került. A római polgárháborúk során, Capuával együtt Mariust támogatta, majd ennek bukása után Sulla seregei elfoglalták, és a Római Birodalom municípiumi rangú városa lett.
A kora középkor során előbb a Beneventói majd a Capuai Hercegség birtoka van. A longobárdokhoz kapcsolódik a város első erődítményének (Castello) a megépítése is.
A város 966-óta püspöki székhely. Az Anjouk érkezésével Dél-Olaszországba a település is feudális birtok lett. Egyike volt azon kevés településeknek, amely a királyi seregeket támogatta 1860-ban, a risorgimento idején. 1943-ban, a második világháború végén a visszavonuló német csapatok 22, főleg nőt és gyermeket mészároltak le.

## Népessége
A népesség számának alakulása:

## Főbb látnivalói
A Palazzo Mazziotti egy nemesi palota. A reneszánsz virágzása idején a 15. században építették Giuliano Mirto Frangipane megbízásából. A későbbiekben a Sansevero grófok, majd 1543-ban a Mazziotti birtokába került. 1902-ben az utolsó Mazziotti özvegye Angelina Maturi épületet egy orvosi alapítványnak ajándékozta. Ma három fontos intézmény található itt: az első emeleten a Városi Múzeum, a második emeleten a Városi Könyvtár, a harmadik emeleten pedig a Levéltár.

## Közlekedés
Az település a vasútvonalán, ami Santa Maria Capua Vetere és Piedimonte Matese között mükodik, található.